# اشتفان مولن
اشتفان مولن (انگلیسی: Stefan Mols؛ زادهٔ ۳۱ ژانویهٔ ۱۹۹۹) بازیکن فوتبال اهل اسپانیا است.
از باشگاه‌هایی که در آن بازی کرده‌است می‌توان به باشگاه فوتبال بلکبرن روورز اشاره کرد.